# Юрово (деревня, поселение Краснопахорское)
Юрово — деревня в Троицком административном округе Москвы (до 1 июля 2012 года в составе Подольского района Московской области). Входит в состав поселения Краснопахорское.

## Население
| 1859 | 1890 | 1899 | 1926 | 2002 | 2006 | 2010 |
| ---- | ---- | ---- | ---- | ---- | ---- | ---- |
| 177  | ↗218 | ↘147 | ↗203 | ↘7   | ↗10  | ↗12  |

Согласно Всероссийской переписи, в 2002 году в деревне проживало 7 человек (3 мужчин и 4 женщины). По данным на 2005 год в деревне проживало 10 человек.

## География
Деревня Юрово расположена в северной части Троицкого административного округа, примерно в 44 км к юго-западу от центра города Москвы и 20 км к западу от центра города Подольска, на правом берегу реки Пахры.
В километре к востоку от деревни проходит Калужское шоссе А130, в 2 км к югу — Московское малое кольцо А107. В деревне две улицы — Светлая и Северная, приписан дачно-строительный кооператив. Ближайшие населённые пункты — деревни Варварино и Терехово. Рядом с деревней Юрово расположен большой пруд.
В Троицком административном округе есть ещё одна деревня с таким же названием, она входит в состав поселения Клёновское и находится в 17,5 км к юго-востоку.

## Достопримечательности
В 225 м к востоку от деревни и в 150 м южнее пруда расположено селище «Юрово-I». Селище датировано XVI—XVII веками и является памятником археологии.